# Der Zahir
Der Zahir ist ein Roman des brasilianischen Schriftstellers Paulo Coelho. Er erschien 2005 unter dem Originaltitel O Zahir. Die deutsche Fassung erschien noch im selben Jahr im Diogenes Verlag.

## Inhalt
Der Zahir erzählt die Geschichte eines Mannes, dessen Frau verschwindet. Ob sie entführt wurde oder ob sie sich mit einem jüngeren Geliebten davongemacht hat, ist unklar. Die Frage, warum Esther ohne ein Wort verschwand, füllt die Gedankenwelt des Mannes bis zur Besessenheit aus. Esther wurde zum Zahir: „Ein Zahir ist etwas, das man, hat man es einmal berührt oder gesehen, nie wieder vergisst und das unser ganzes Denken bis zum Wahnsinn besetzt“. Der Verlassene erkennt, nur wenn er Esther wiederfindet, kann er den Zahir besiegen. Es beginnt eine innere und äußere Reise, an deren Ende die Liebe stehen muss.

## Ausgaben
- Paulo Coelho: O Zahir. Editorial Rocco, Rio de Janeiro 2005, ISBN 85-325-1819-2.
- Paulo Coelho: Der Zahir. Diogenes, Zürich 2005, ISBN 3-257-23580-1 (übersetzt von Maralde Meyer-Minnemann).
  - Der Zahir. Hörbuch. Gekürzte Fassung. Diogenes, Zürich 2005, ISBN 3-257-80000-2 (5 CDs, gelesen von Christian Brückner).

## Rezeption
In der Wochenzeitung Die Zeit schrieb Klaus Nüchtern  2005 in seiner Rezension zum Roman: „Nach dem Abschluss peinigender Lektüre-Stunden bin ich um zwei Gewissheiten reicher: Millionen von Lesern können irren und: Mein erster Coelho wird mein letzter gewesen sein.“